# 모론 (아르헨티나)

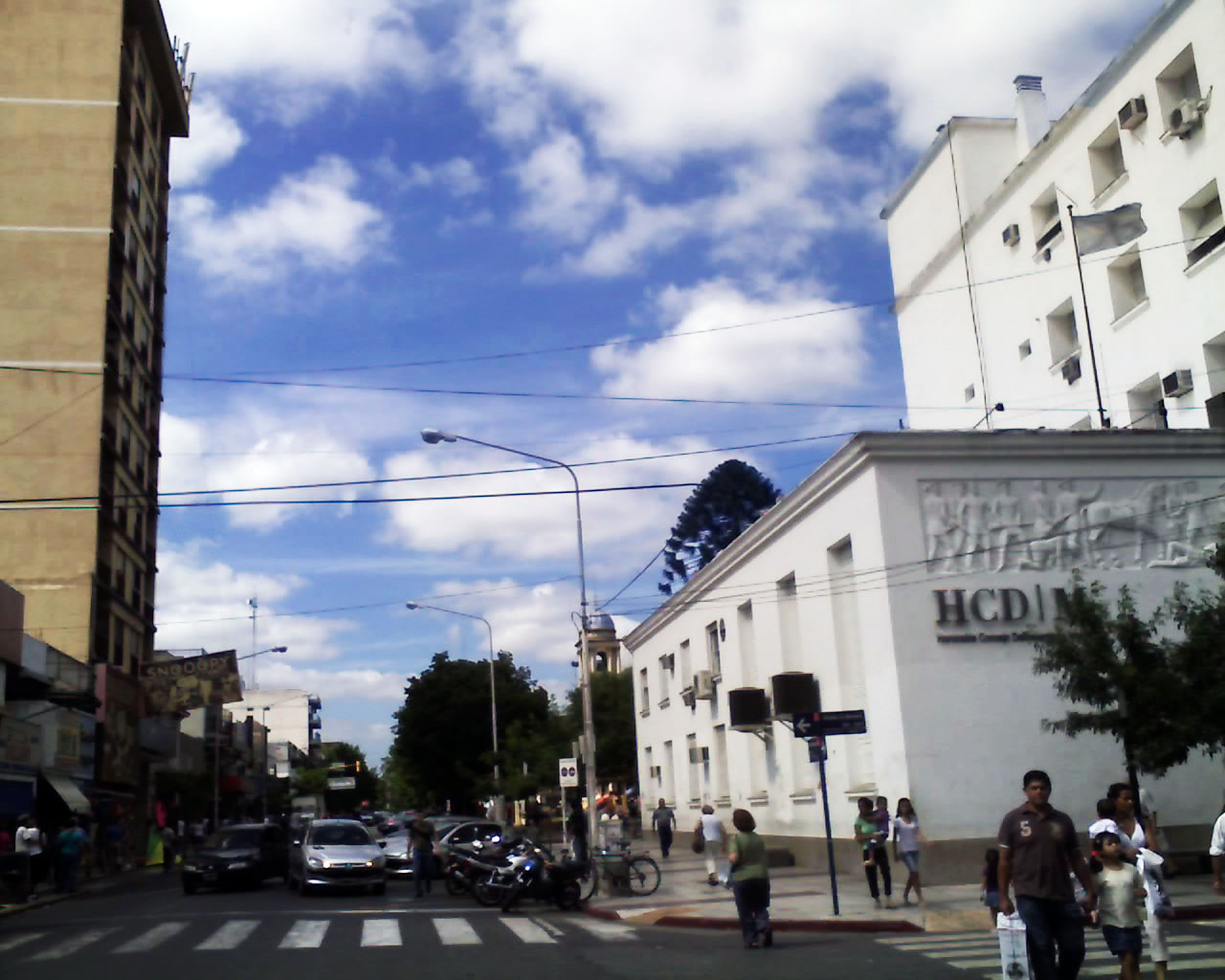
모론 시청

모론(스페인어: Morón)은 아르헨티나 부에노스아이레스주에 위치한 도시로 높이는 26m, 인구는 92,725명(2001년 기준)이다. 아르헨티나의 수도인 부에노스아이레스에서 서쪽으로 20km 정도 떨어진 곳에 위치한다.